# Peperomia selenophylla
Peperomia selenophylla är en pepparväxtart som beskrevs av Pino & Cieza. Peperomia selenophylla ingår i släktet peperomior, och familjen pepparväxter. Inga underarter finns listade i Catalogue of Life.